# 滕扎沃尔
滕扎沃尔（Thenzawl），是印度米佐拉姆邦Serchhip县的一个城镇。总人口5519（2001年）。

## 人口
该地2001年总人口5519人，其中男性2761人，女性2758人；0—6岁人口855人，其中男417人，女438人；识字率83.38%，其中男性为84.57%，女性为82.20%。